# Lech, Čech e Rus
Lech, Čech e Rus sono tre fratelli protagonisti di una leggenda riguardante la fondazione delle nazioni slave di Lechia (Polonia), Cechia (Repubblica Ceca) e Rutenia (Bielorussia e Ucraina).

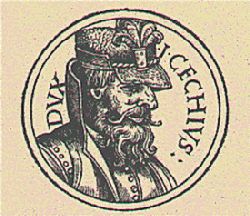
Cech

## Varianti della leggenda

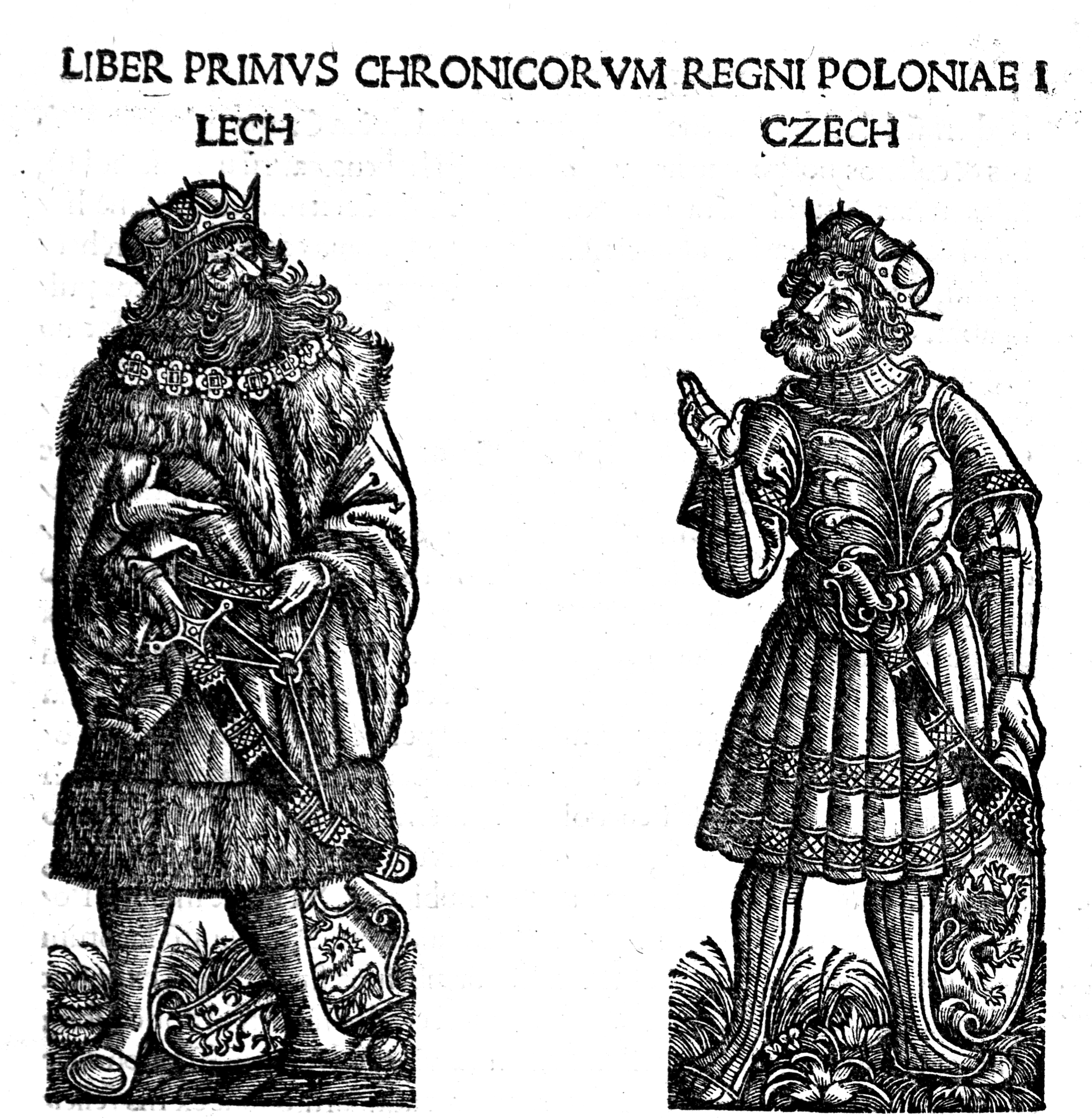
Gli altri due governanti leggendari Lech e Czech

Esistono più versioni della leggenda, tra le quali vi sono diverse varianti regionali che menzionano solo uno o due dei fratelli. In una delle varianti, i tre fratelli andarono insieme a caccia, ma ognuno di loro seguì una preda diversa viaggiando in direzioni diverse. Rus andò verso est, Čech si diresse a ovest per stabilirsi sul monte Říp salendo dalle colline boeme, mentre Lech viaggiò verso nord finché non incontrò una magnifica aquila bianca a guardia del proprio nido. Colpito da questa apparizione, decise di stabilirsì in quel luogo. Egli chiamò il suo insediamento (gród) Gniezno (antico polacco per "nido") e adottò l'aquila bianca come stemma, rimasto simbolo della Polonia fino ai nostri giorni.

## Leggenda e realtà
Le prime menzioni di Lech, Čech e Rus si trova nella Cronaca della Grande Polonia, scritta nel 1295 a Gniezno o a Poznań. Nelle cronache boeme, Čech appare per conto suo e viene menzionato per la prima volta nella cronaca di Cosma di Praga, all'inizio del XII secolo. La leggenda suggerisce la comune origine di polacchi, cechi e ruteni (questi ultimi, gli odierni russi, ucraini e bielorussi) e mostra come all'inizio del XIII secolo almeno tre diversi popoli slavi fossero coscienti della loro comune origine etno-linguistica. La leggenda cerca anche di spiegare l'origine di questi etnonimi: Lechia (altro nome della Polonia), Cechia (Boemia e Moravia) e Rus (Rutenia). In effetti il termine "Lechia" deriva dal nome della tribù dei Lędzianie.

## Querce di Rogalin

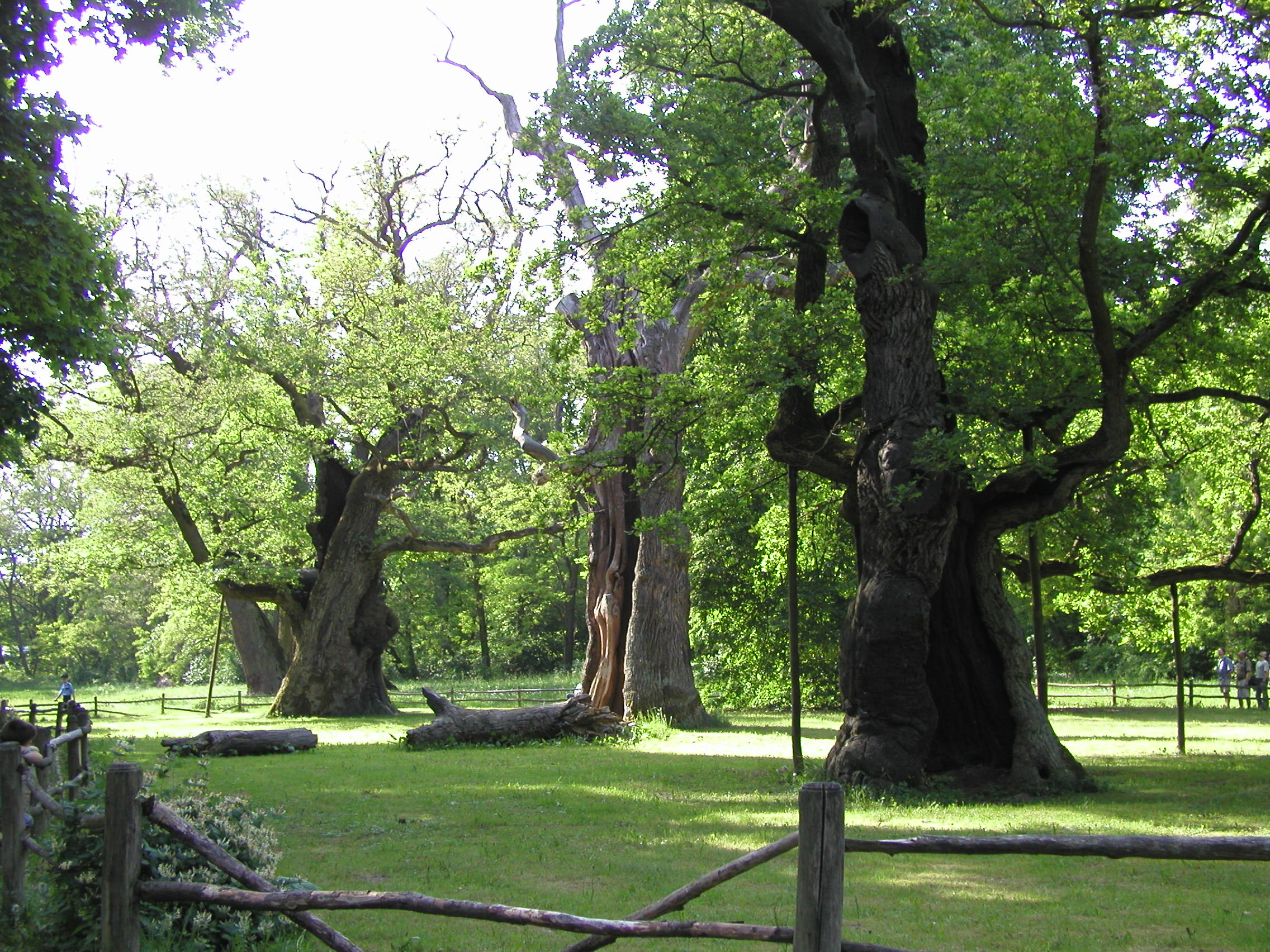
Querce di Rogalin Leh, Čech e Rus

Lech, Czech e Rus sono anche i nomi dati a tre grandi querce nel giardino del palazzo di Rogalin, Grande Polonia. Ognuna di esse ha più di 500 anni.